# Pfarrkirche Scheibbs

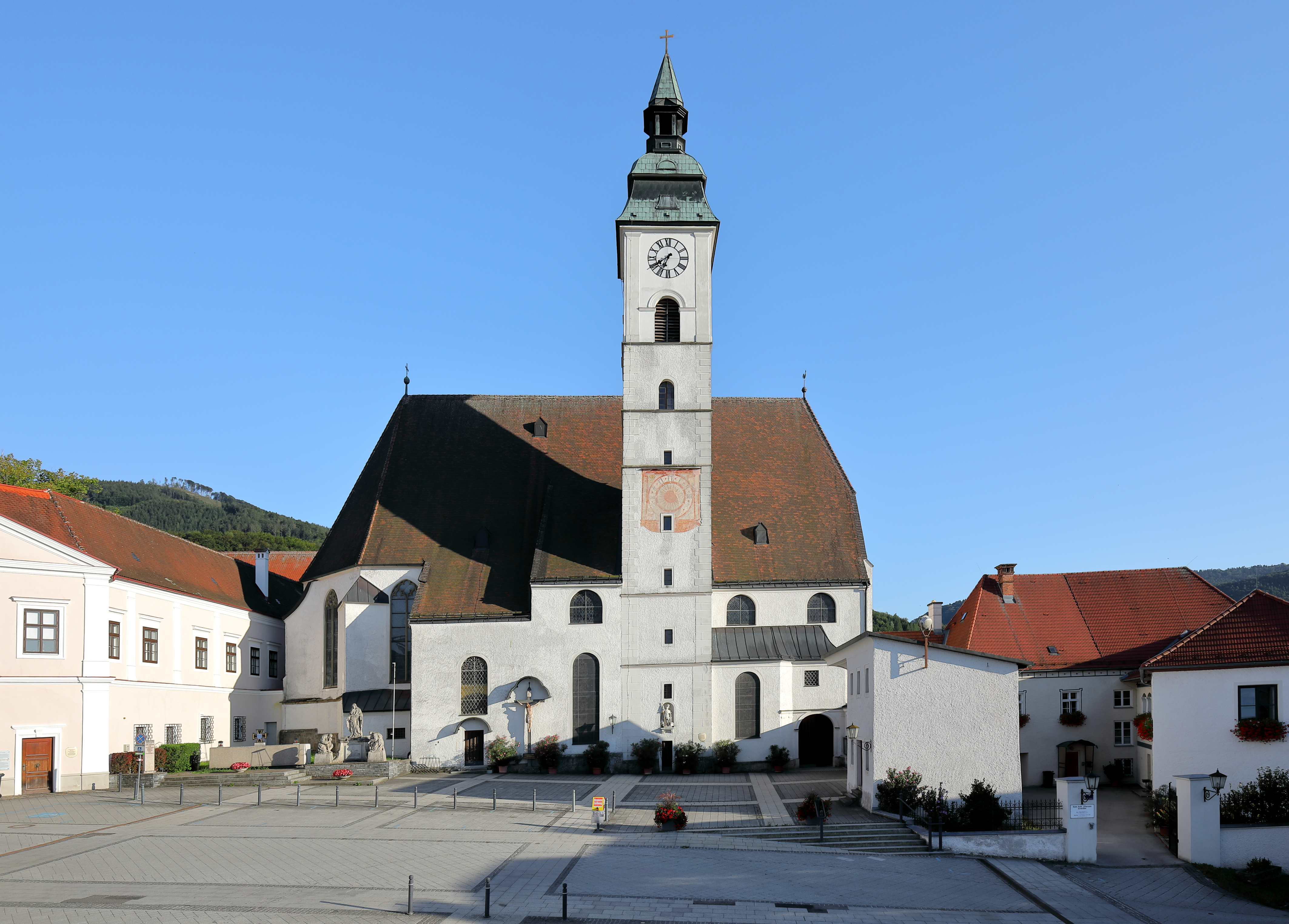
Nordansicht der Stadtpfarrkirche hl. Maria Magdalena, links Schloss Scheibbs, rechts Totengräberhaus und Pfarrhof

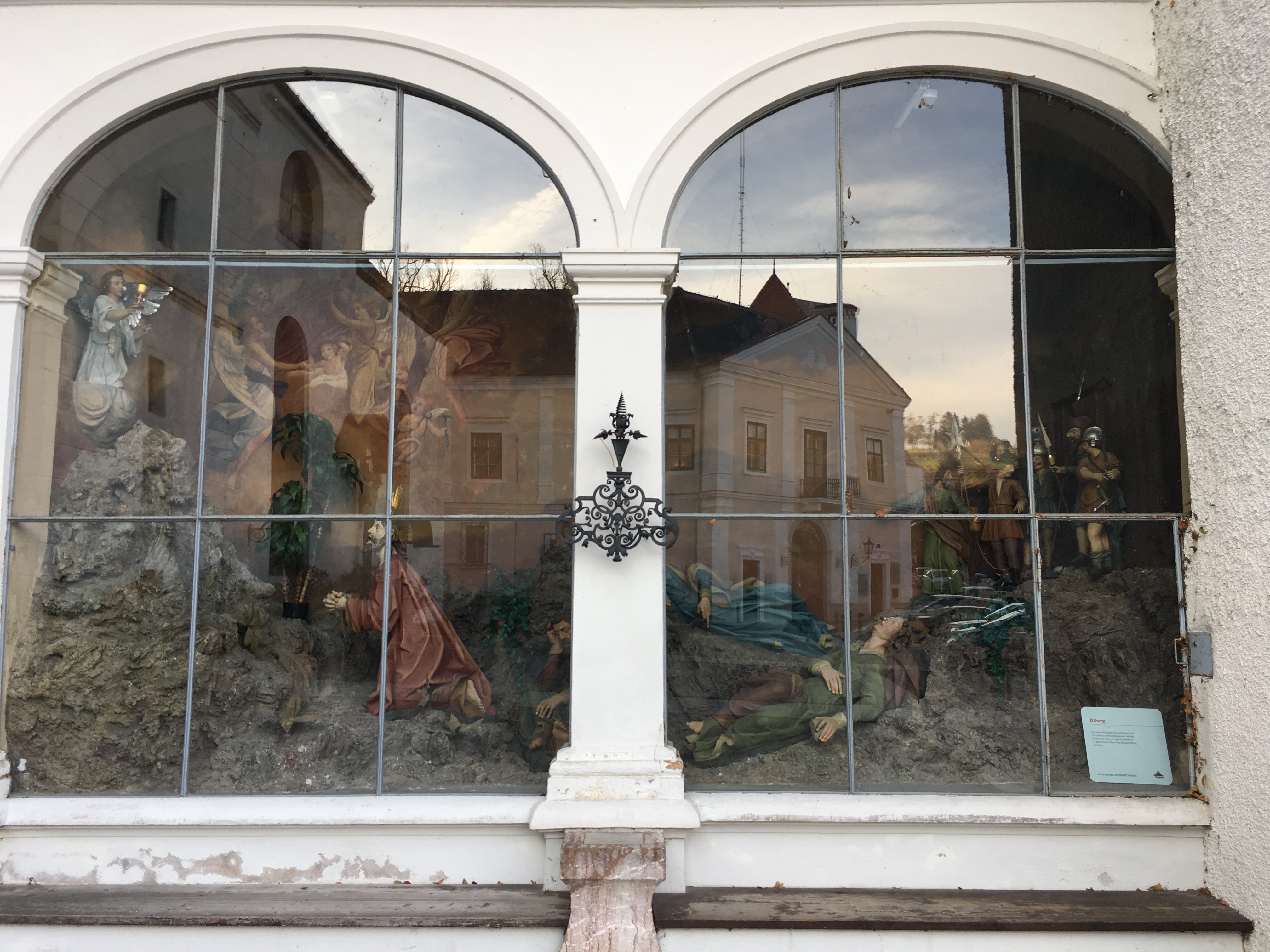
Ölberg vor Pfarrkirche

Die Stadtpfarrkirche Scheibbs ist eine römisch-katholische Kirche, die der heiligen Maria Magdalena geweiht ist und liegt am Rathausplatz im Zentrum von Scheibbs. Sie bildet ein Ensemble mit Schloss Scheibbs, Stadtmauer und Pfarrhof und ist eine der größten Kirchen Niederösterreichs. 1726 errichtete der bedeutende Barockbaumeister Joseph Munggenast die Marienkapelle.
Scheibbs ist seit 1322 Pfarre, 1338 schenkte Herzog Albrecht II. den Markt Scheibbs seiner Lieblingsstiftung, dem Kartäuserkloster Gaming. Somit wurde Scheibbs weltliches Verwaltungszentrum der Klosterherrschaft und das Schloss dessen Zentrum. Doch erst ab 1677 wirkte der Kartäuserorden in geistlicher Hinsicht in Scheibbs und zwar in der Klosterkirche St. Barbara, die sich vor dem ehemaligen Wienertor außerhalb der Stadtmauern befindet.
Erst ab 1971 wurde auch die Stadtpfarrkirche mitbetreut, allerdings nur bis 1995. Wegen Priestermangel im Ordensstand mussten die Kapuziner Kloster und Pfarre abgeben. Von 1938 bis 1939 war Kardinal Franz König als Kaplan in Scheibbs tätig. Die Kirche zeugt vom Wohlstand der Scheibbser Bürger zur Hochblüte des Eisen- und Provianthandels, sie ist in ihren Dimensionen die größte in der Region und wird deshalb „Dom des Erlauftales“ genannt.

## Geschichte

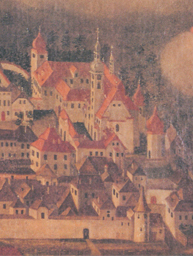
Gesamte Anlage, Ausschnitt eines Gemäldes von 1678/1764. Schräg verlaufend vor der Kirche das Bruderschaftsgebäude.

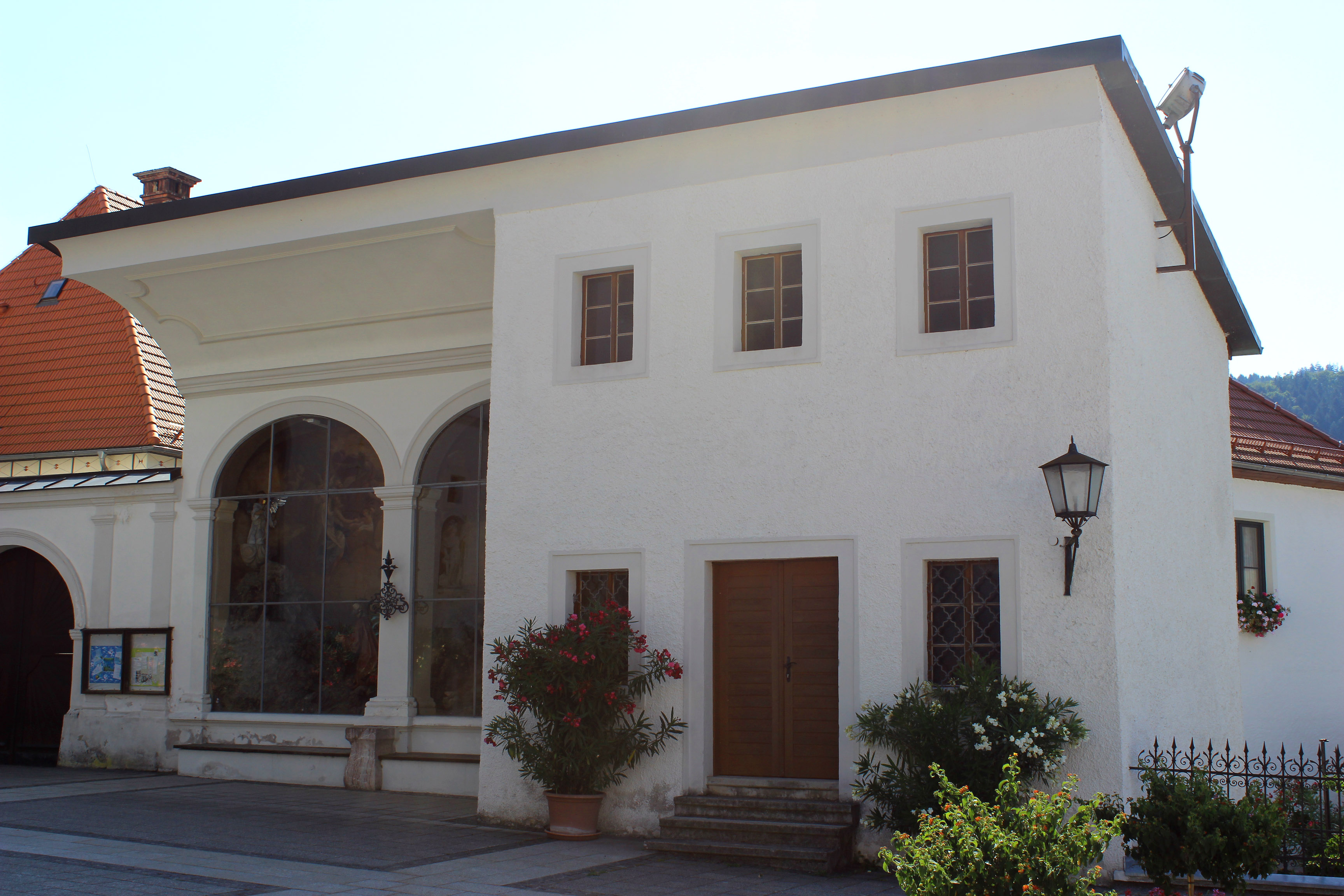
Ehemaliges Totengräberhaus nordwestlich der Pfarrkirche: zweigeschoßig mit Pultdach. Links anschließend Ölbergbaldachin aus dem 18. Jahrhundert, im dritten Viertel des 19. Jahrhunderts verglast.

Schon im 12. Jahrhundert hatte Konrad I. von Peilstein hier eine kleine Filialkirche der Pfarre St. Leonhard am Forst errichtet. Vermutlich handelt es sich beim Ensemble Kirche und Schloss um eine Burg-Kirchenanlage des frühen Mittelalters, die an einem strategisch günstigen Punkt im Erlauftal (Kreuzung mit der Verbindung Waidhofen/Ybbs – Gresten – Scheibbs – Melktal) von den Vorfahren der Grafen von Peilstein errichtet und später ein wesentlicher Bestandteil der Befestigungsanlage von Scheibbs wurde. 1322 wurde Scheibbs selbständige Pfarre.
1120 wurde Scheibbs von Konrad I. von Peilstein neu gegründet, er setzte Otto de Scibes als Dienstmann ein, der in der verfallenen Feste gehaust hat. Es war dies das einzige gemauerte Gebäude, daher der Name Gemäuer, der sich bis heute als Bezeichnung für das Schloss Scheibbs gehalten hat. Es kommt zur Ansiedlung von Handwerkern rund um die verfallene Feste und eine kleine Holzhaussiedlung entwickelt sich. 1130 wird ein kleines Betkirchlein neben der Feste gebaut, 1187 die erste Pfarrkirche, vermutlich aus Holz, und 1314 die erste romanische Kirche aus Stein mit hölzernen Kirchturm, der – ähnlich wie die Campanile in Italien – freistehend war.
1338 schenkte Herzog Albrecht II. den Markt Scheibbs seiner Lieblingsstiftung, dem Kartäuserkloster Gaming. Somit wurde Scheibbs weltliches Verwaltungszentrum der Klosterherrschaft und das Schloss dessen Zentrum, worauf die jahrhundertealte Tradition als Verwaltungssitz beruht.

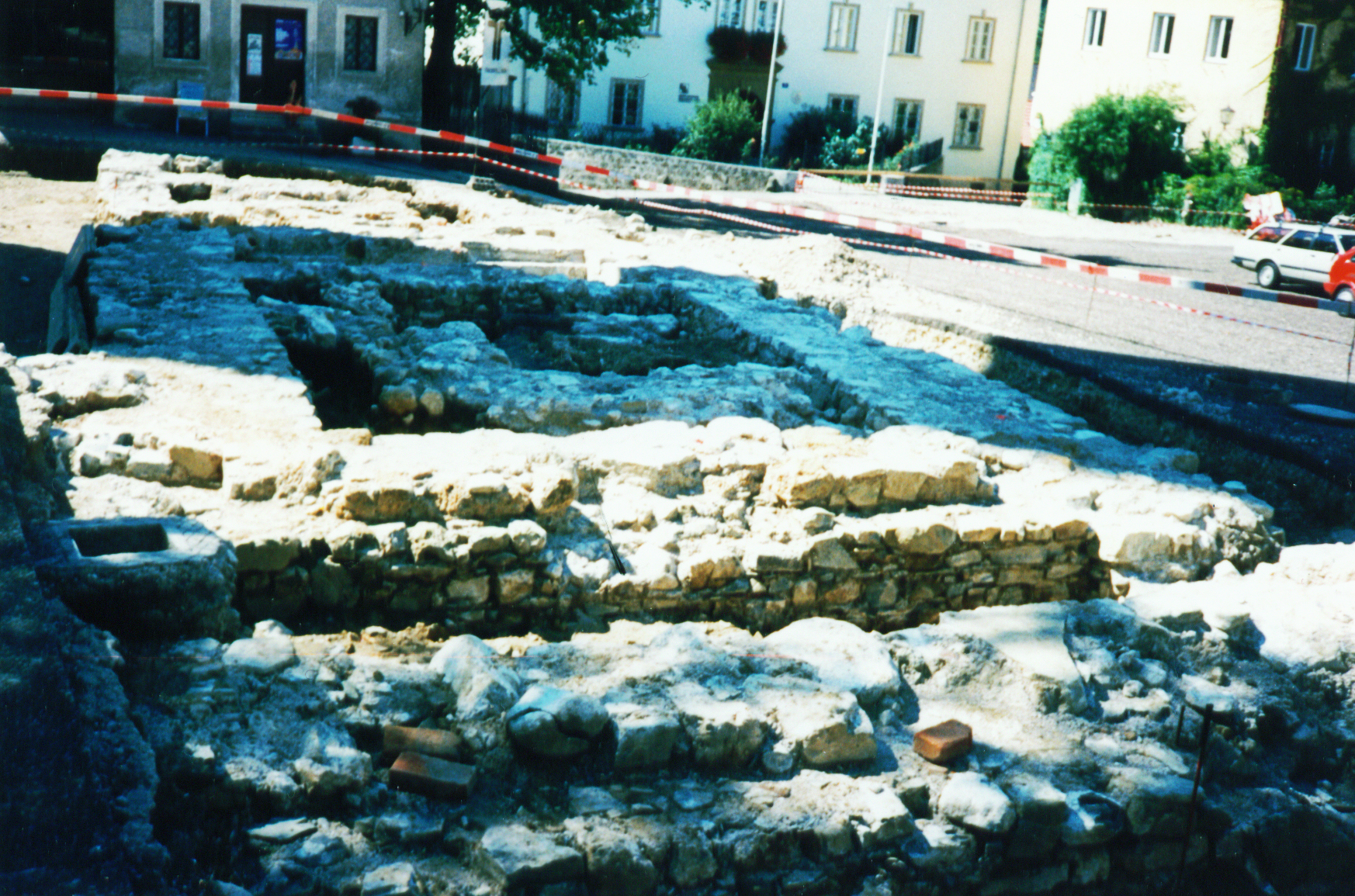
Grundmauern des ehemaligen Bruderschaftsgebäudes der „Erzbruderschaft Jesus und Maria des Allerheiligsten Rosenkranzes“

Die mächtige dreischiffige und siebenjochige Hallenkirche wurde in ihrer heutigen Form allerdings erst Ende des 15. / Anfang des 16. Jahrhunderts, – möglicherweise unter Einbeziehung älterer Mauerteile – errichtet und 1645 nach einem Brand barockisiert. Sie wurde sowohl innen wie außen barockisiert, und auch neogotische Elemente sind im Inneren sichtbar.
Die Kirche hatte, nachdem die Kartause Gaming 1782 aufgelöst wurde und damit die Kirche nicht mehr Eigentum war und unter der Herrschaft des Ordens stand, Patronatsherren, industrielle Bürger der Stadt Scheibbs, wie Andreas Töpper oder Eduard Musil Edler von Mollenbruck, die sich auch durch bauliche Spenden in der Kirche verewigt haben, wie Eduard Musil mit den Wandmosaiken links und rechts des Hochaltars.
Die Kirche wurde in den 1990er Jahren außen und innen komplett renoviert und auf die Höhe der Zeit gebracht, das Dach erneuert sowie die barocke Orgel vom Straßburger Orgelbauer Kern renoviert und erweitert.

## Das Äußere

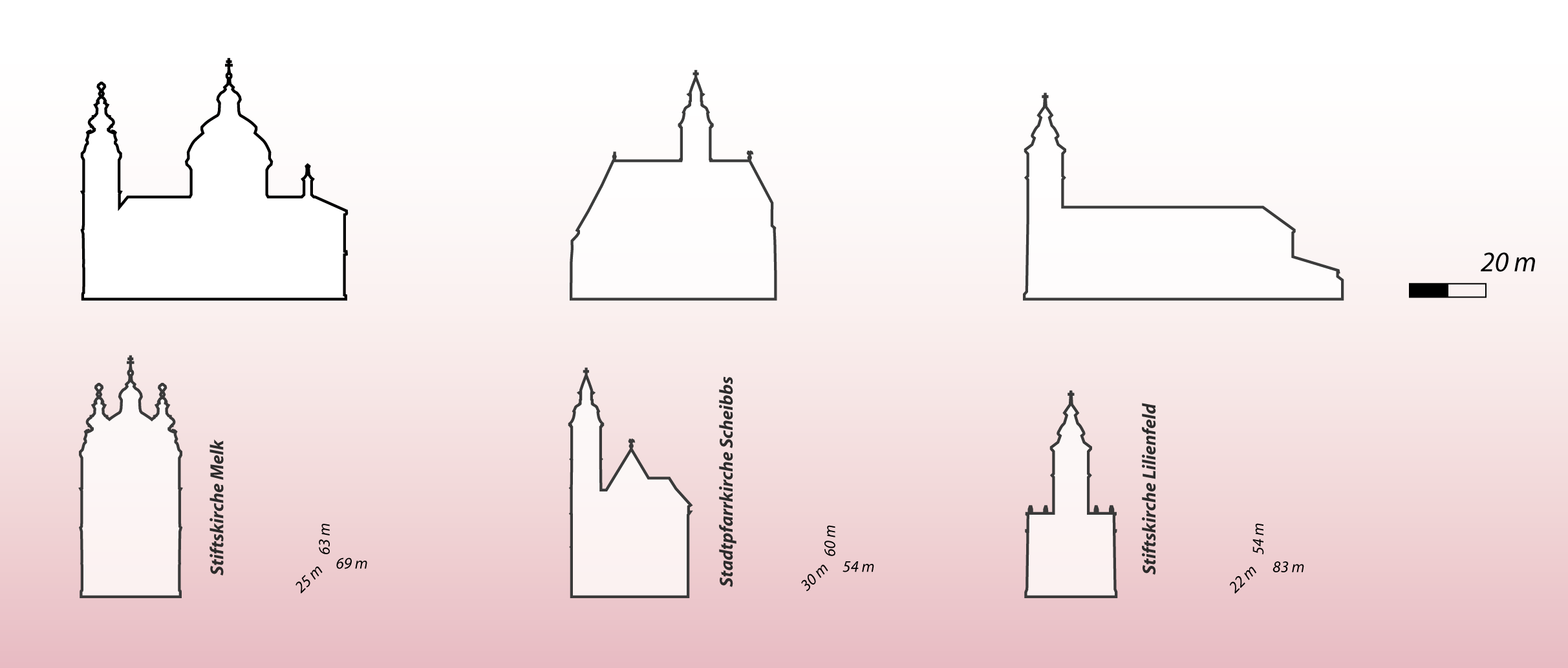
Stadtpfarrkirche Scheibbs im Größenvergleich mit der Stiftskirche Melk und der größten Kirche Niederösterreichs, der Stiftskirche Lilienfeld

Die Kirche bildet mit dem angrenzenden Schloss Scheibbs, Teilen der alten Stadtmauer, dem ehemaligen Totengräberhaus mit verglastem Ölberg und dem Pfarrhof ein bauliches Ensemble. Direkt vor der Kirche befand sich der alte Friedhof und das Bruderschaftsgebäude.
Die Kirche mit spätgotischem Grundgemäuer und steilem Satteldach zeigt sich von außen in einer monumentalen Schlichtheit, die ihr die Barockzeit gegeben hat. Nur das Maßwerk der neugotischen Fenster in der Apsis lassen etwas von ihrem ursprünglichen Aussehen erahnen. Auch der an die sechzig Meter hohe, achtgeschoßige, gotische, wuchtige und nahezu quadratische Turm an der Nordseite weist nur eine spärliche horizontale Gliederung auf. Seinen Abschluss bildet eine barocke Haube mit einer kleinen Laterne. Bei Renovierungsarbeiten Mitte/Ende der neunziger Jahre wurde an der Außenfassade ungefähr in der Mitte des Turmes eine Sonnenuhr freigelegt. Unterhalb ist eine Darstellung des Heiligen Florians als Skulptur in die Mauer eingelassen.
Die Kirche ist in der üblichen West-Ost-Richtung ausgerichtet, westlich schließt das Schloss an, nördlich stößt sie an die Stadtmauer am Schöllgraben, östlich eine spätgotische Ölbergdarstellung in einem barocken Bauwerk. Gleich daneben und auch an die Pfarrkirche anschließend, der Pfarrhof. Er wurde wiederholt erweitert und umgebaut und enthält außer Elementen aus der Gotik auch solche aus der Barockzeit.

## Das Innere

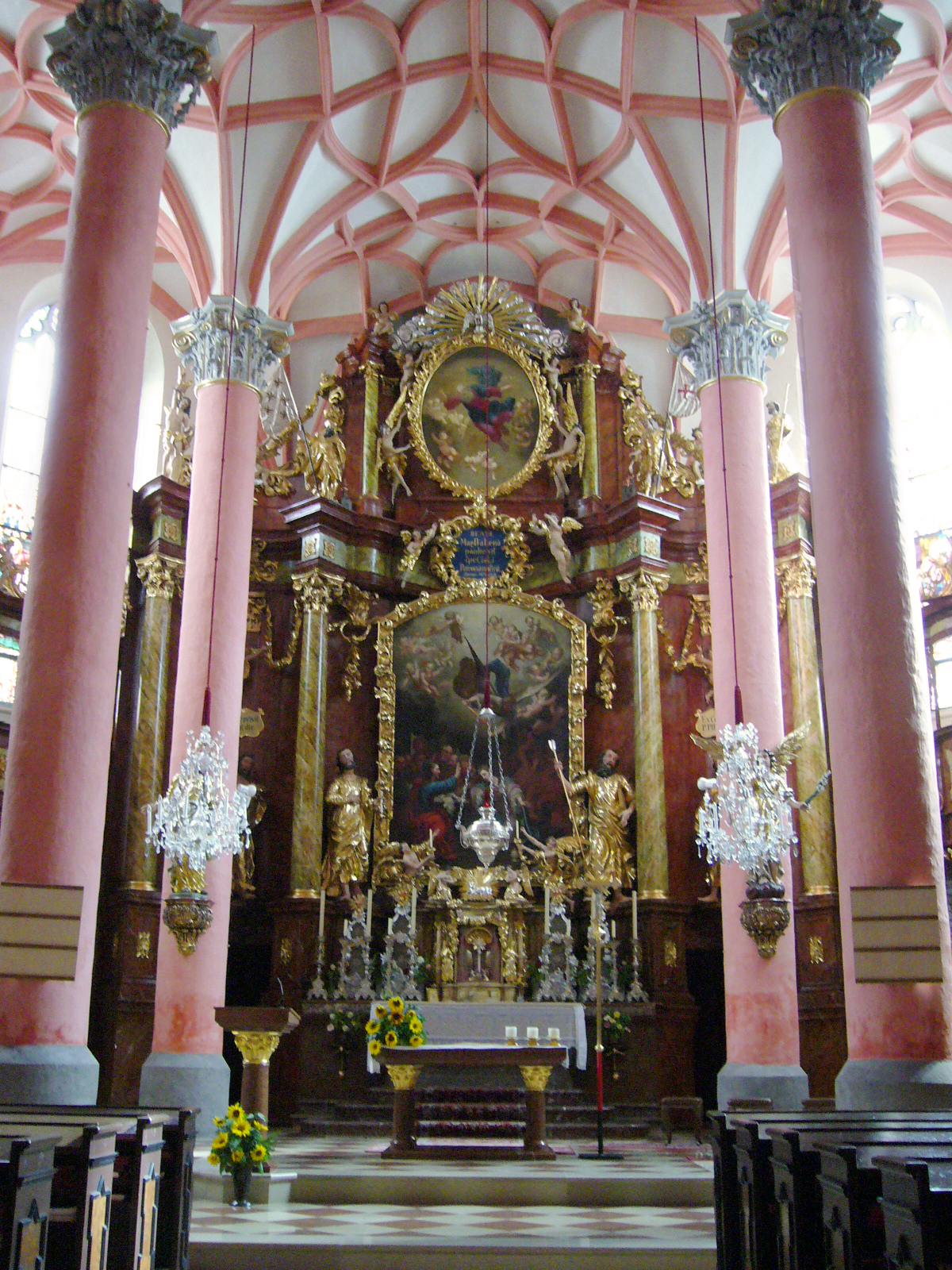
Hochaltar

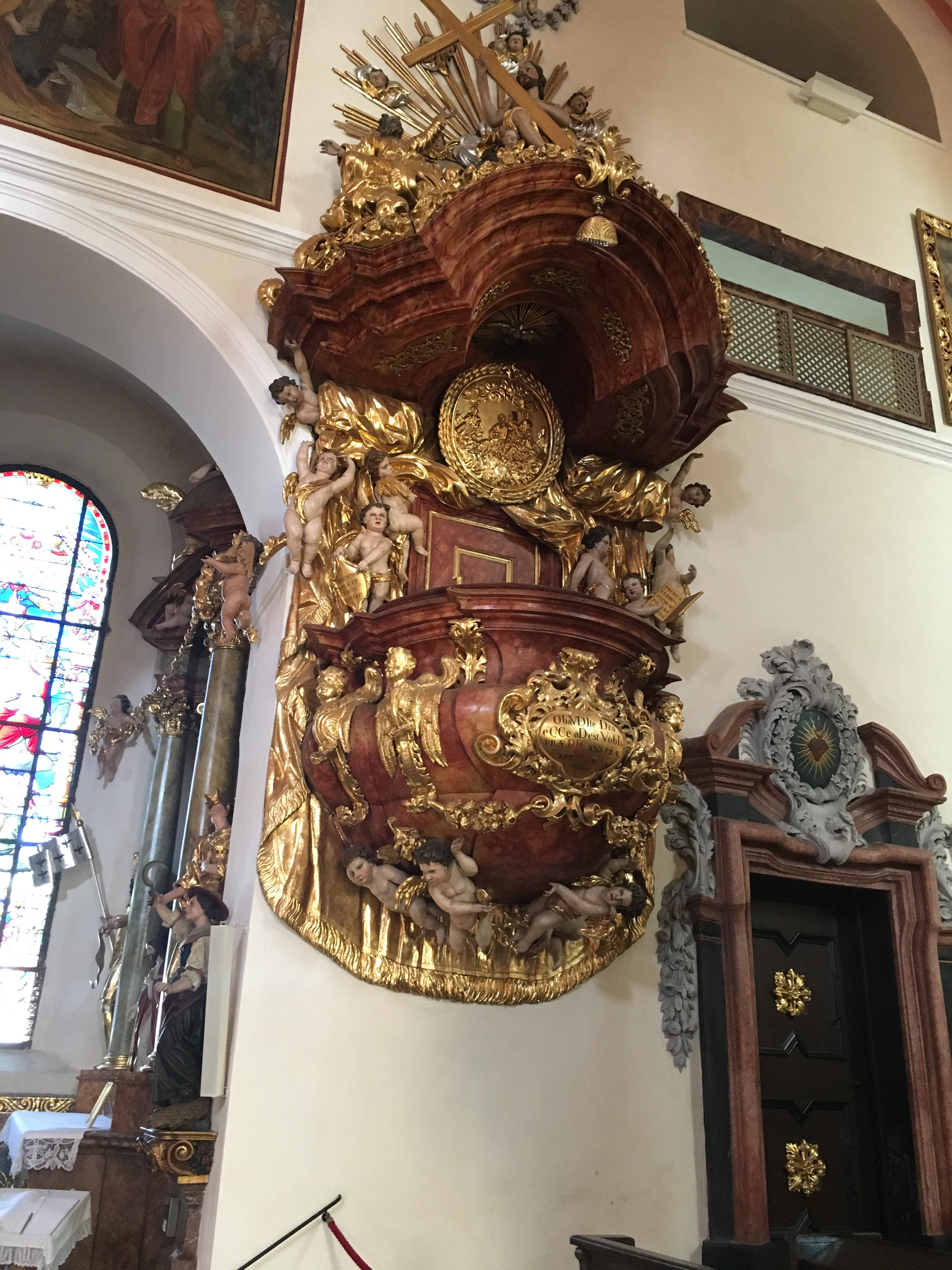
Barocke Kanzel

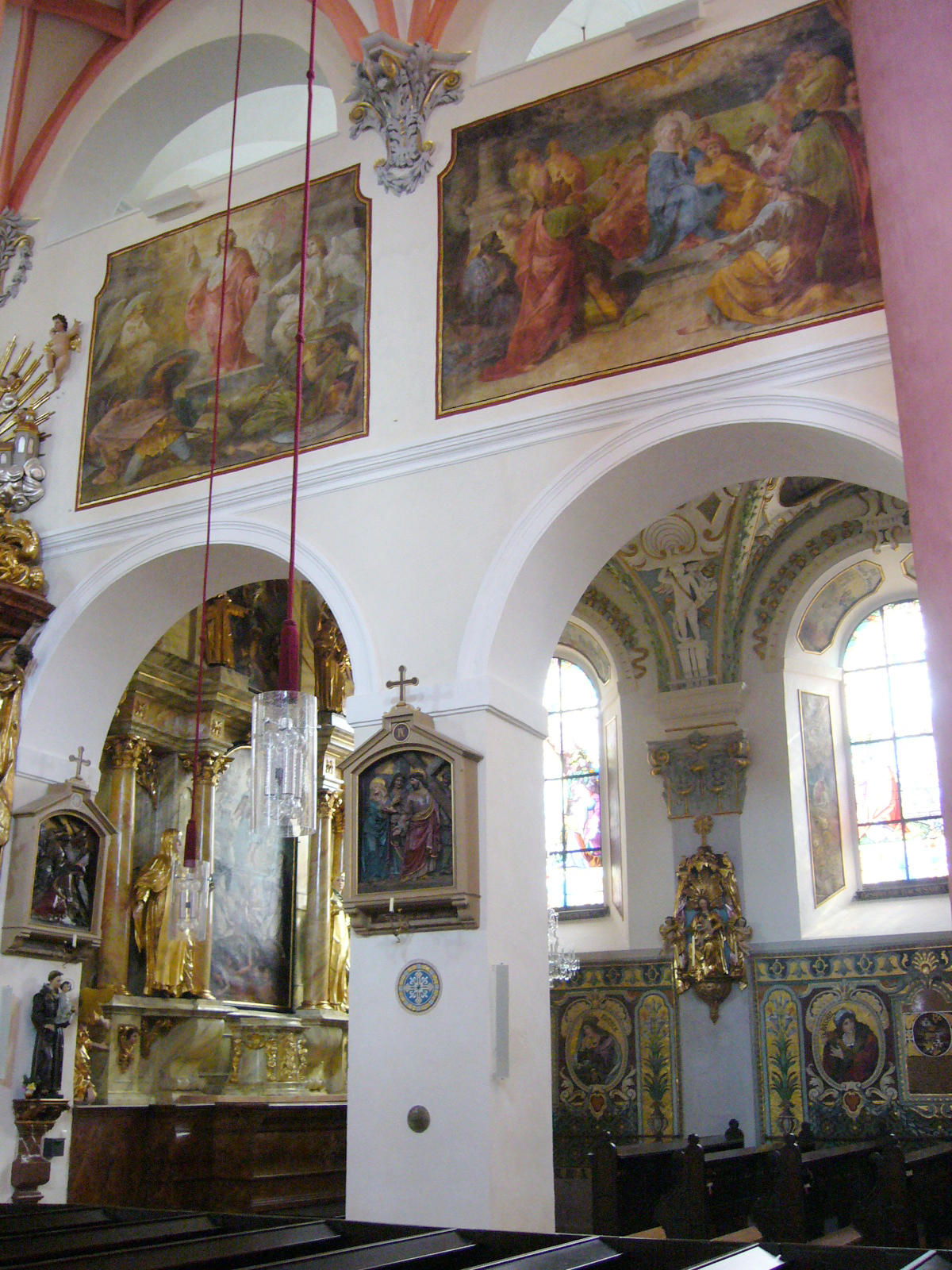
Marienkapelle

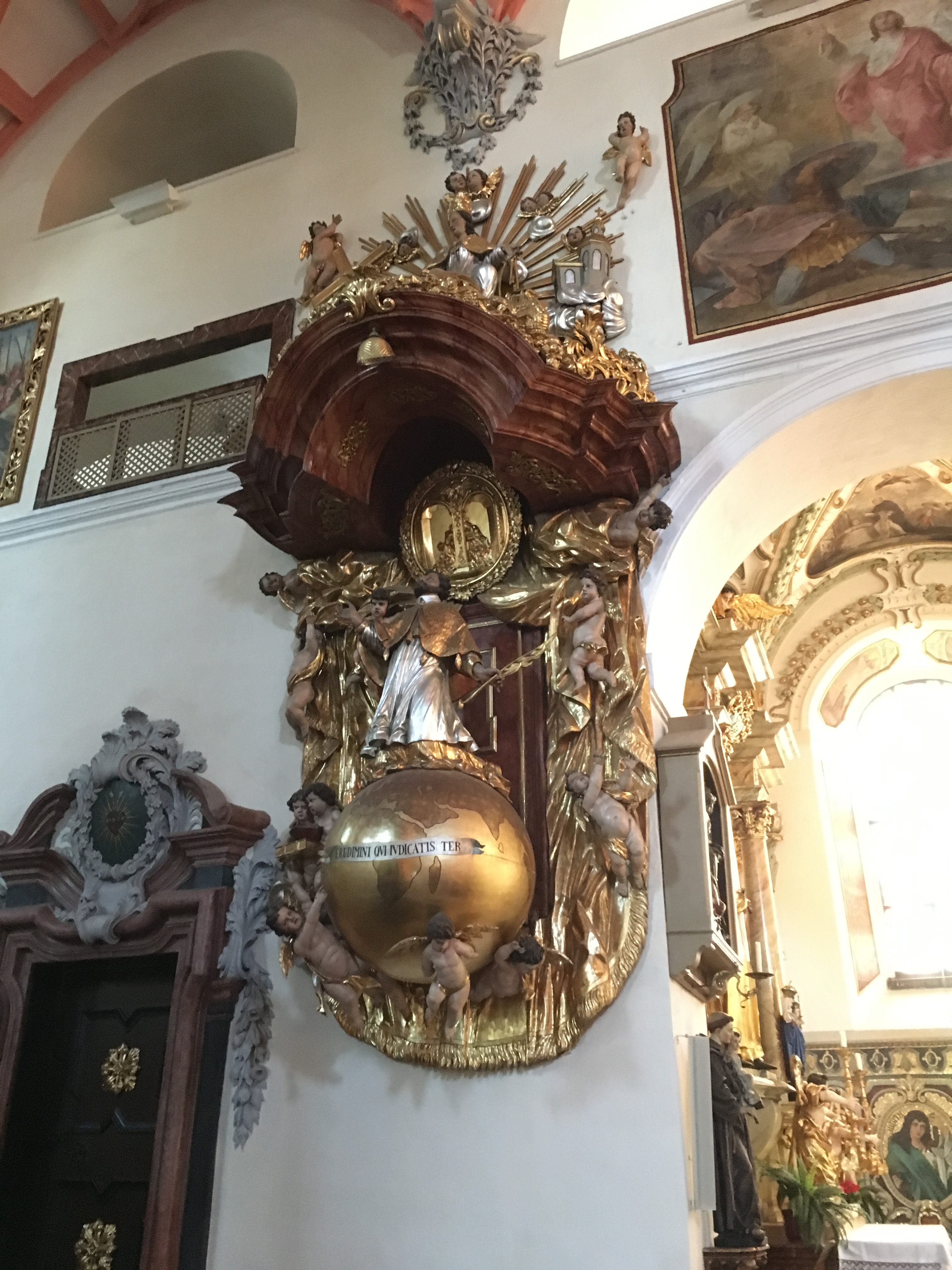
Darstellung des hl. Nepomuk auf der Weltkugel

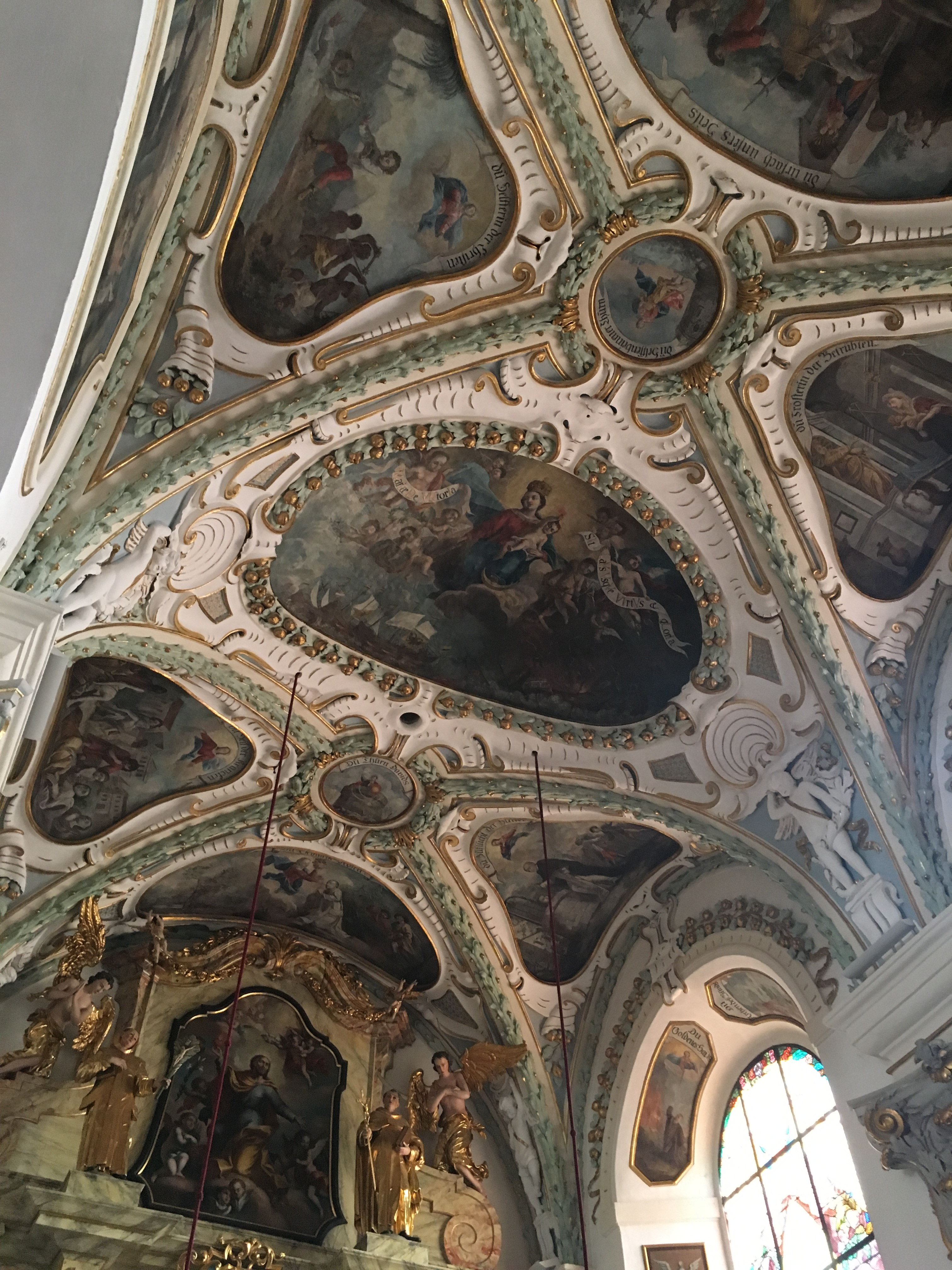
Deckenfresko der Marienkapelle von Joseph Munggenast

Es handelt sich um eine jener spätgotischen Kirchen der niederösterreichischen Eisenwurzenregion, die mit einem besonders reichen Netzrippengewölbe ausgestattet wurden. Das Gewölbe ruht auf Säulen mit Kompositkapitellen, die jedoch aus der Barockzeit stammen. Der vieleckige Chor der Kirche bildet mit dem Langhaus eine beeindruckende einheitliche Raumwirkung.
Die an der Südseite des Langhauses befindliche Rosenkranzkapelle oder Marienkapelle ist mit Stuckaturen und Fresken aus dem 17. Jahrhundert versehen. Auch die übrige Ausstattung der Kirche, der Hochaltar sowie vier weitere Altäre stammen aus der Barockzeit, sie entstanden in der Zeit um 1704. Der zweigeschoßige Hochaltar aus derselben Zeit bildet mit den seitlichen Oratorien eine künstlerische Einheit.
Das Altarbild stellt die Kirchenpatronin, die hl. Maria Magdalena, dar: hier gesehen als die Sünderin aus dem Lukasevangelium. Der Name des Künstlers ist jedoch unbekannt. Die vier Glasfenster des Altarraums aus den Jahren 1898 bis 1899 sind ebenfalls der Kirchenpatronin geweiht. Blickt man vom Altarbereich in den Kirchenraum zurück, fällt das barocke Orgelprospekt mit den musizierenden Engeln auf.
Die Kanzel ist ungemein prunkvoll gestaltet und hat als künstlerisches Gegengewicht eine im Aufbau gleich konzipierte Darstellung des hl. Nepomuk.
Bei einem Rundgang durch die Kirche erblickt man beachtenswerte barocke Statuen, so an den vorderen Säulen die Figurengruppe Maria und der Verkündungsengel, an zwei hinteren Säulen eine Ölbergszene und eine Pietà. In der Barockzeit wurde der Kirchenraum durch den Anbau von vorhin erwähnten vier Seitenkapellen erweitert, an das linke Seitenschiff sind die Anna-Kapelle und die Nikolaus-Kapelle angebaut. In letzterer beinhaltet das Oberbild des Altars eine schöne Darstellung der vierzehn Nothelfer.
An das rechte Seitenschiff ist eine Kapelle, die das Gedenken an die Verstorbenen wachhalten soll, angefügt: die Arme-Seelen-Kapelle. Als nächste folgt die größte und schönste der Seitenkapellen, die Marien-Kapelle, deren Erbauer der bedeutende Barockarchitekt Joseph Munggenast war.

## Marienkapelle von Joseph Munggenast
Die barocke Marienkapelle vom Joseph Munggenast ist eine bauliche Erweiterung des Kirchenraumes noch Norden hin und weist Stuckverzierungen und Darstellungen von Anrufungen der Lauretanischen Litanei auf. Das Muttergottesbild in der Marienkapelle ist spätgotisch, das Mittelfresko im Gewölbe zeigt uns eine thronende Madonna mit dem Jesuskind und die Seeschlacht von Lepanto, schrieb man ja den Sieg über die Türkei am 7. Oktober 1571 dem Rosenkranzgebet zu.

## Die Orgel

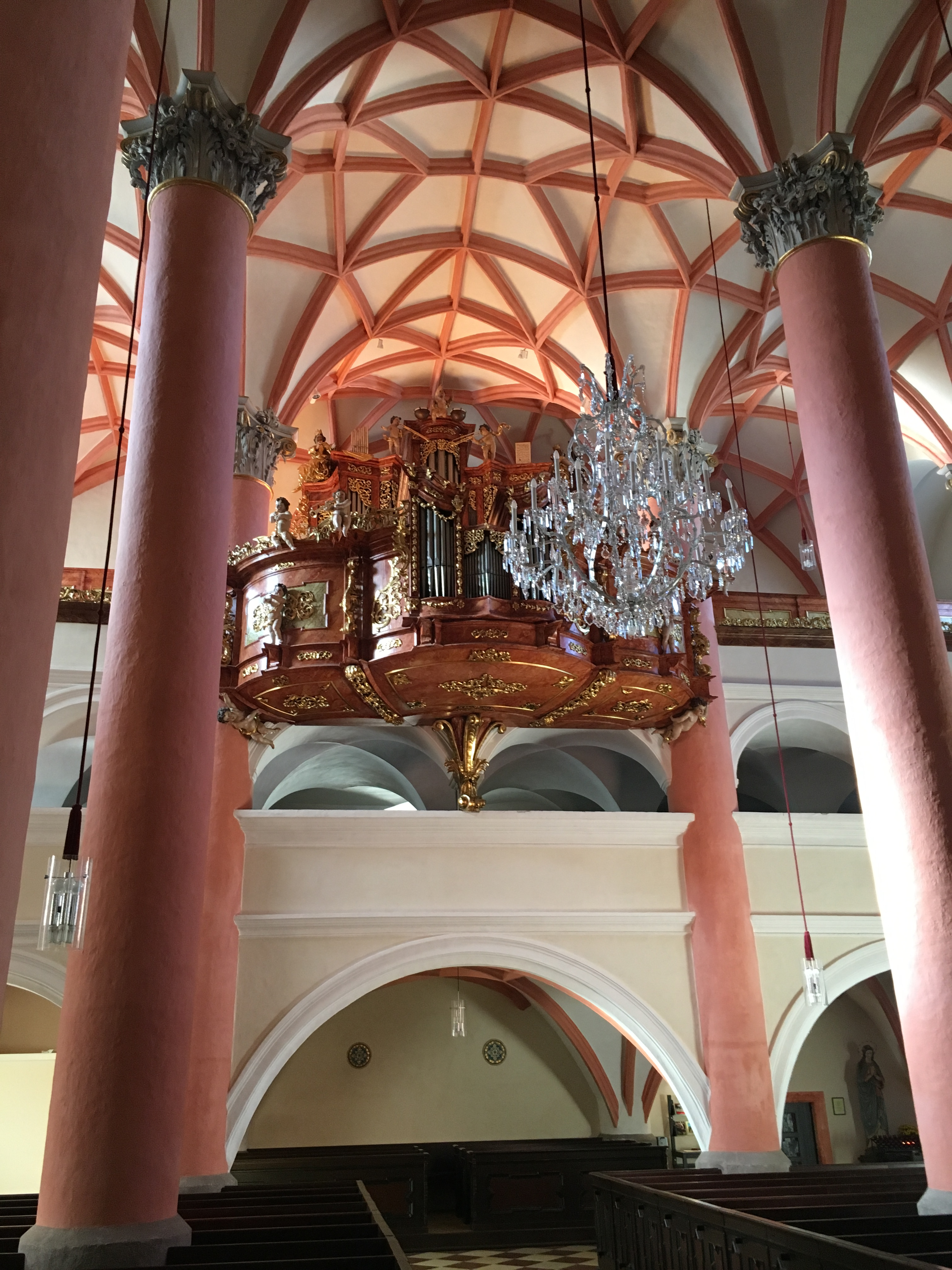
de Moysé-Orgel (1729), Lobmeyr-Luster

Das Orgelgehäuse aus der Zeit des Hochbarock, 1729 für eine Orgel in Stein an der Donau geschaffen, zählt zu den schönsten in Niederösterreich.
Im Jahr 1797 hatte man das in Scheibbs bestehende und vermutlich schon abgebaute Orgel-Instrument (11 Register, II/P), das ein fast neues Brüstungspositiv aufwies, verkauft. Stattdessen wurde die de Moysé-Orgel aus dem aufgelassenen Minoritenkloster in Stein nach Scheibbs gebracht und von Ignaz Gatto eingebaut. Sie war 1729 von Johann Dejobe, auch Johann de Moyse genannt, erbaut worden, wie aus einer Gravur in der ehemaligen Hauptprospektpfeife des Prinzipal 8′ (heute Oktavbaß 8′) hervorgeht: „Joannes de Moyse me fecit. Anno D[omi]ni 1729“. Eine Inschrift auf der heutigen Prospektpfeife lautet: „Joseph Gatto Sanhippolytanus restauravit, 1813“ und weist darauf hin, dass sie entweder noch einmal umgebaut, oder der Aufbau der de Moysé-Orgel erst 1813 beendet wurde, und zwar von Ignaz Gattos Sohn Joseph Gatto aus St. Pölten. Der Maler und Bildhauer Karl Schilpp aus Scheibbs passte das Gehäuse der bestehenden Innenausstattung an, indem er es, zusammen mit dem Figurenschmuck, neu fasste.
Im Laufe der Jahre erfuhr sie verschiedenste Umbauten. 1999 wurde sie vom Straßburger Orgelbaumeister Daniel Kern, unter Beibehaltung des alten Gehäuses, fachgerecht restauriert und den Erfordernissen der heutigen Zeit angepasst. Sie hat 24 Register, 1664 Pfeifen, davon 140 noch aus der alten Orgel.
| II Hauptwerk CD–c3 |       |  |
| Bordun             | 16′   |  |
| Principal          | 8′    |  |
| Rohrflöte          | 8′    |  |
| Praestant          | 4′    |  |
| Spitzflöte         | 4′    |  |
| Quinte             | 2 ⁄3′ |  |
| Octave             | 2'    |  |
| Mixtur IV          |       |  |
| Cornet V           | 8′    |  |
| Trompete           | 8'    |  |

| I Rückpositiv CD–c3 |        |  |
| Holzgedackt         | 8′     |  |
| Principal           | 4′     |  |
| Rohrflöte           | 4′     |  |
| Nasat               | 2 ⁄3′  |  |
| Octave              | 2'     |  |
| Terz                | 1 3⁄5′ |  |
| Zimbel III          |        |  |
| Krummhorn           | 8'     |  |

| Pedal C–d1 |     |  |
| Subbass    | 16′ |  |
| Octavbass  | 8′  |  |
| Octave     | 4′  |  |
| Mixtur IV  |     |  |
| Trompete   | 8′  |  |

## Rosenkranzbruderschaft

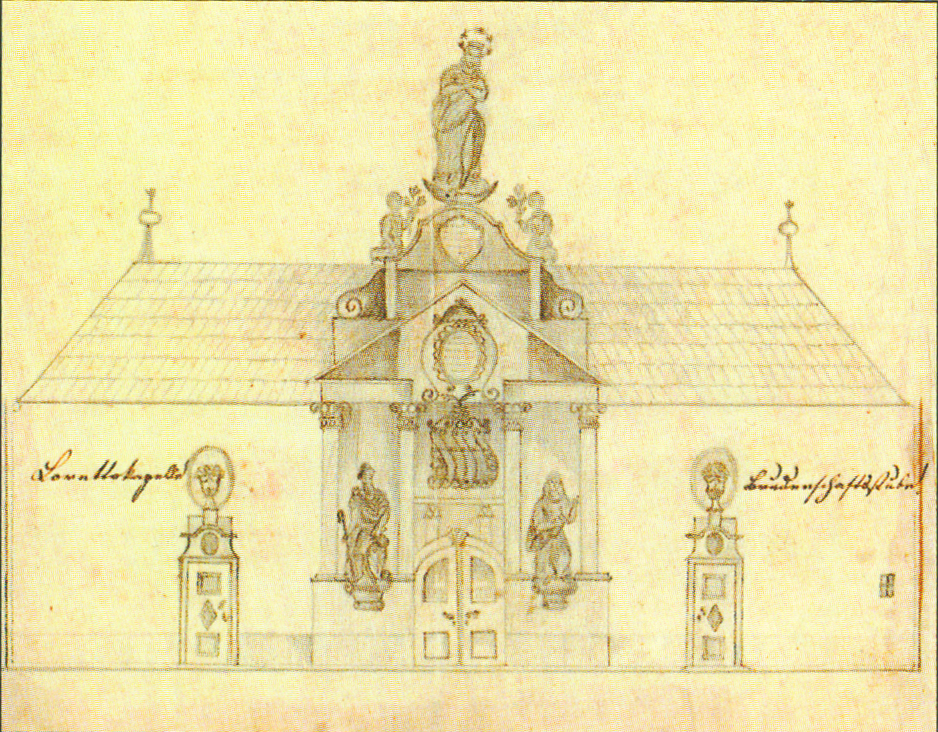
Das Bruderschaftsgebäude

1643 wurde in Scheibbs die Rosenkranzbruderschaft gegründet. Der seit 1618 andauernde Dreißigjährige Krieg führt zu mehr Gottessuchenden. Die Mitglieder der „Erzbruderschaft Jesus und Maria des Allerheiligsten Rosenkranzes“ verpflichteten sich zu bestimmten Andachtsübungen und werktätiger Nächstenhilfe. Nicht nur aus Scheibbs, bis ins Ybbstal, von Purgstall, Ruprechtshofen und sogar Loosdorf und Waidhofen/Ybbs waren Mitglieder vertreten. Durch Spenden und Legate wuchs das Vermögen derart an, dass 1667 eine eigene Kapelle nördlich der Pfarrkirche direkt am Rathausplatz an der ehemaligen Friedhofsmauer errichtet wurde. 1782 wurde die Rosenkranzbruderschaft von Joseph II. aufgehoben. Erst 1830 wurden das Bruderschaftsgebäude und der alte Friedhof abgetragen.

## Besonderheiten

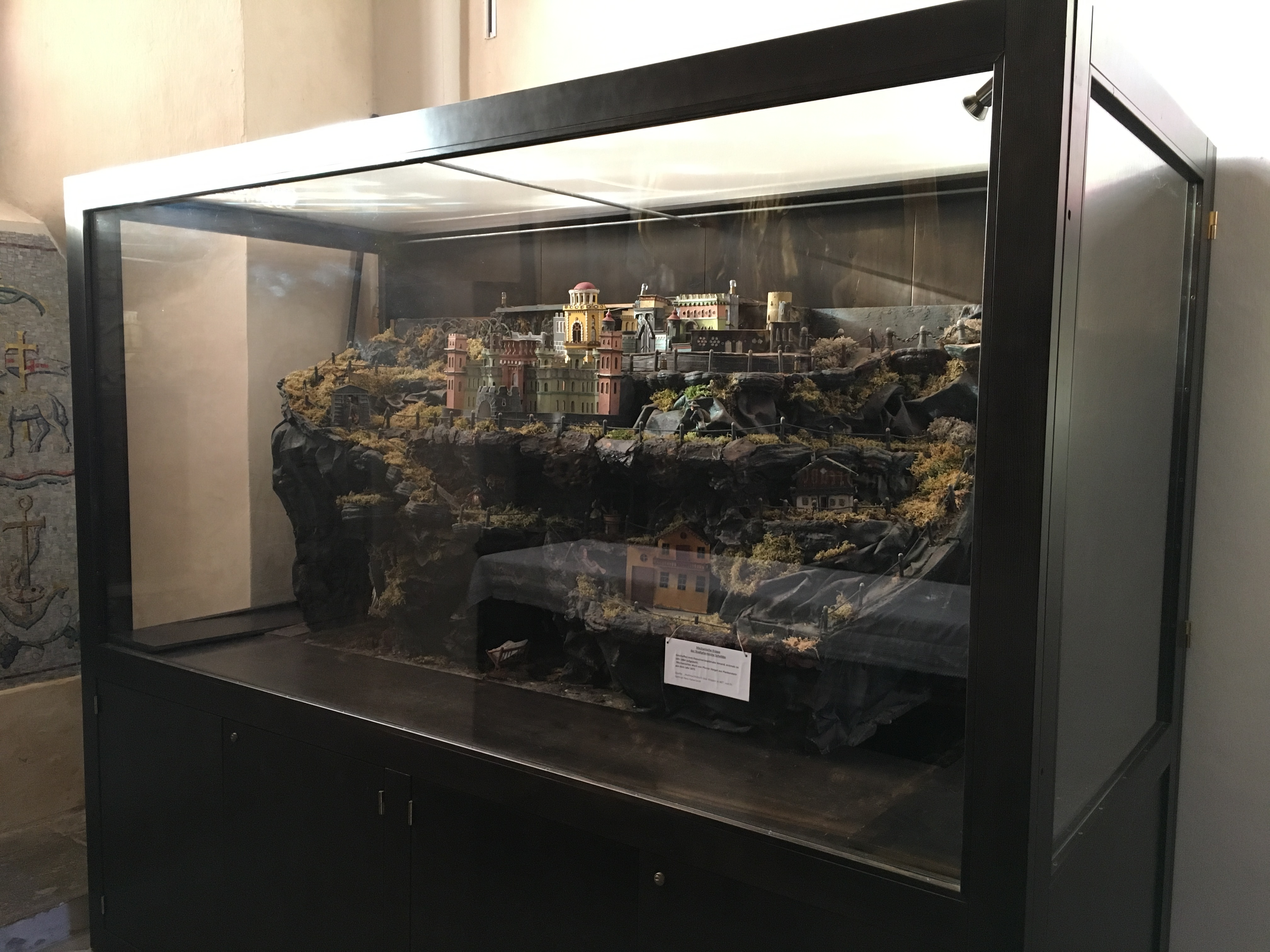
Mechanische Krippe

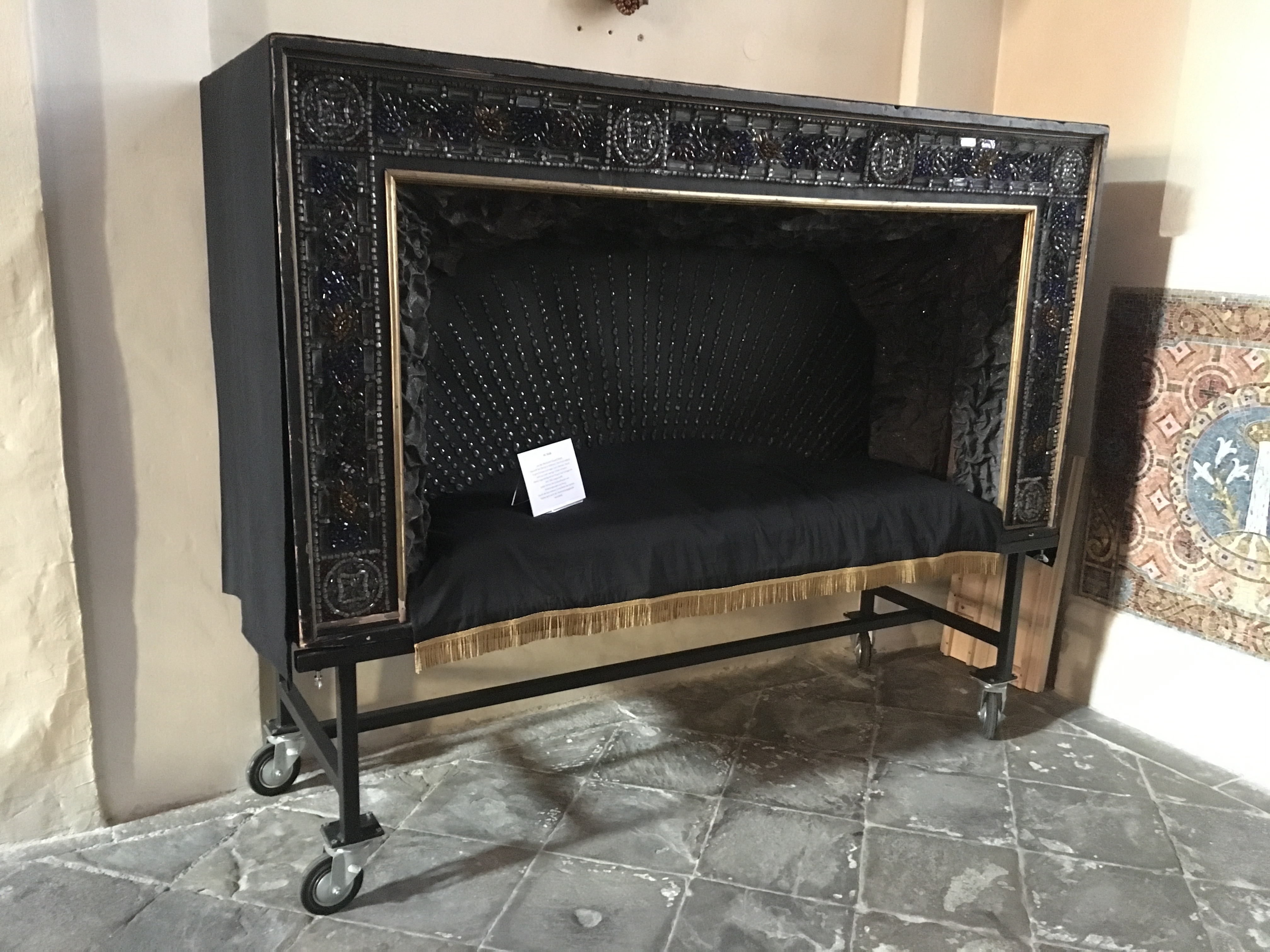
Das Heilige Grab aus Mähren in Scheibbs

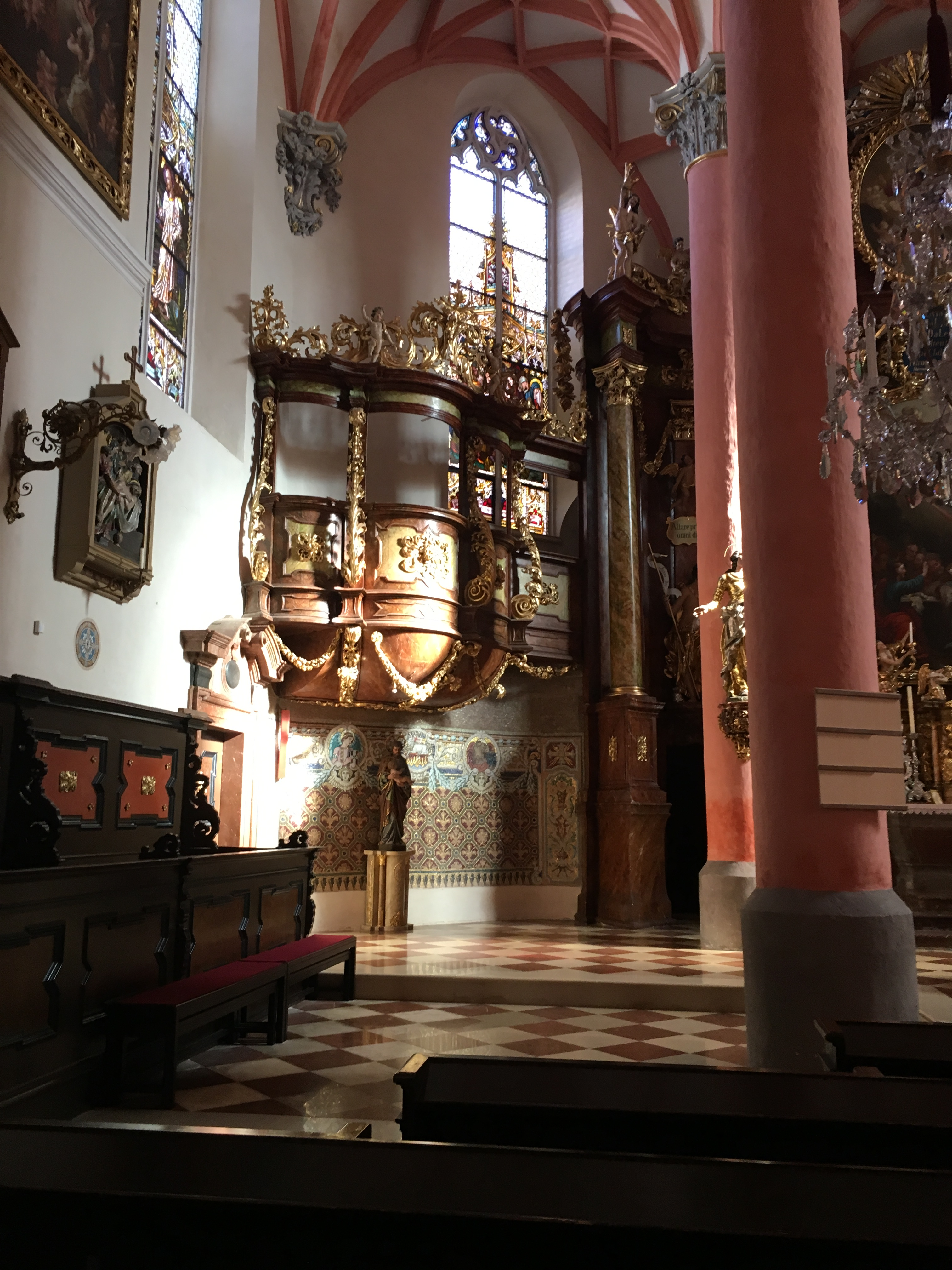
Oratorien seitlich des Hochaltars, über den Wandmosaiken von 1916

In der Arme-Seelen-Kapelle auf der rechten Seite der Kirche befindet sich eine rührende mechanische Krippe stammt aus dem Jahr 1864, geschaffen vom Kapuzinerlaienbruder Amand, das mechanische Werk ist von Pfarrer Steiger aus Plankenstein aus dem Jahr 1872.
In der Anna-Kapelle auf der linken Seite der Kirche befindet sich ein besonderer mit Glassteinen und Perlen verzierter, schwarzer Sarg, das sogenannte Heilige Grab. Dieses wurde von Eduard Zbitek aus Neustift bei Olmütz in Mähren geschaffen. Dieser lieferte damals in ganz Europa und nach Übersee, heute sind nur noch wenige solcher Gräber erhalten. Das Exemplar in Scheibbs hat Paul Urlinger 1865 angekauft, heute fehlen die Grabaufbauten wie Anbetungsengel und Kreuz. Durch die bunten Lichteffekte der bunten Steine sollte der Auferstehungsglaube vermittelt werden.
Links und rechts hinter dem Hochaltar, an den Wänden der Apsis, befinden sich Wandmosaiken zum Gedenken an Eduard Musil Edlen von Mollenbruck, Fabriksbesitzer in Scheibbs-Neubruck, der von 1892 bis 1906 Patronatsherr der Kirche war. Die Mosaiken stammen aus dem Jahr 1916.
Außerhalb der Kirche rechts seitlich befindet sich zwischen Kirchengebäude und dem ehemaligen Totengräberhaus eine überlebensgroße, verglaste Ölbergdarstellung aus dem 17. Jahrhundert. Der Scheibbser Pfarrer Oswald Baumer ließ diese Darstellung für jene Gläubigen errichten, die des Lesens nicht mächtig waren.